# Sumitomo Heavy Industries
Sumitomo Heavy Industries (Sumitomo Heavy Industries, Ltd. (SHI)) é uma empresa industrial japonesa. Inicio suas atividades em 1888 como fornecedora de serviços para a mina de cobre Besshi, na região de Niihama.

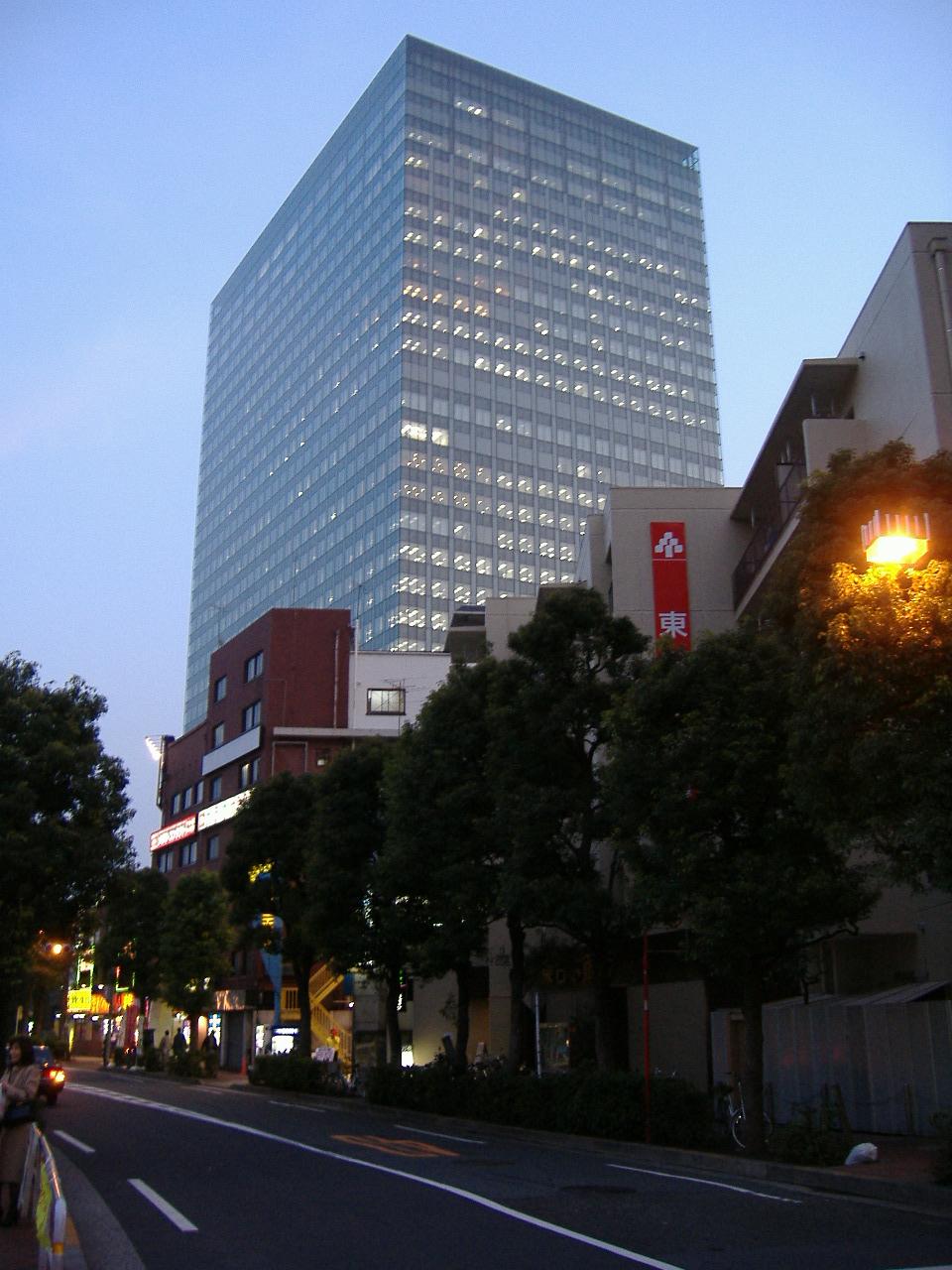
Think Park, SHI

Nos dias de hoje atua como fabricante de máquinas industriais, armas automáticas, navios, pontes e estruturas de aço, equipamentos para proteção ambiental, incluindo reciclagem de materiais, equipamentos de transmissão de energia, máquinas para moldagem de plásticos, sistemas de processamento a laser e aceleradores de partículas.
A empresa tem as suas ações cotadas na Bolsa de Valores de Tóquio e faz parte do índice Nikkei 225.

## Pricipais produtos
- Sumitomo NTK-62, metralhadora pesada.
- Knock Nevis, maior super-petroleiro do mundo.